# Jean-Louis Langlois
Pour les articles homonymes, voir Langlois.
Jean-Louis Langlois est un homme politique français né le 21 janvier 1805 à Saint-Pierre-la-Garenne (Eure) et mort le 9 avril 1855 au hameau du Goulet, commune de Saint-Pierre-la-Garenne.

## Biographie
Il est né de Louis Langlois, maire de la commune, et de Catherine (?) Pélagie Mabille son épouse.
À Paris où il est avocat et où il demeure 12 rue Neuve Saint-Roch, il se marie en 1847 avec Alexandrine Gévré.
Il écrit plusieurs ouvrages sur l'administration et les finances.
Il est élu député de l'Eure le 23 avril 1848 et siège avec les républicains modérés à l'Assemblée constituante de mai 1848 à mai 1849.
Il fut de ceux de ses collègues de l'Eure à s'opposer à plusieurs reprises à l'élection de Charles Laffitte.

## Écrits
- Aux Électeurs... de l'Eure. Compte rendu de M. Langlois, représentant du peuple, élu dans l'Eure - Édition : Paris, imp. de E. Proux et Cie , (s. d.) in-4°. Pièce - Éditeur scientifique : France. Assemblée législative (1849-1851)

- Des Institutions locales et municipales en France, et spécialement de la nouvelle organisation et des attributions des conseils généraux et d'arrondissement - Description matérielle : In-8 °, 32 p. - Pièce - Édition : Paris : Paulin , 1833

- Droits des sociétaires ou actionnaires étrangers dans les entreprises industrielles de France, soit en temps de paix, soit en temps de guerre, par M. Langlois, etc. In-8° , 14 p. Note : Extrait de la "Revue étrangère et française de législation, de jurisprudence et d'économie politique", juillet 1840  - Édition : Paris : Joubert , 1840

- Droits d'usage : pâturage, herbe, bois-mort et mort-bois, mémoire à consulter de M. Langlois, etc. [1er août 1845.] Consultations de MM. Paillet, de Vatimesnil, Duvergier, etc. St.-Ch. Clérault, etc. - In-4° , 42 p. - Édition : Paris : impr. de E. Proux , (s. d.)

- Du Crédit privé dans la société moderne, et de la réforme des lois qui doivent le constituer. Réforme du régime hypothécaire et organisation du crédit foncier. Du Projet de crédit du comité d'agriculture et du crédit foncier, avec cours forcé. Contre-projet sans cours forcé. Par M. Langlois, etc. - In-8° , XII-168 p. - Note : Extrait de la "Revue de droit français et étranger" - Édition : Paris : Joubert , 1848

- Les Médecins doivent-ils être soumis au service de la garde nationale ? Réponse de Louis Langlois... à une brochure de M. le Dr Jolly intitulée : "Un mot de réplique à un réquisitoire du ministère public" - In-8° , 15 p. - Édition : Paris : impr. de Morinval , 1834

- Notice biographique sur M. le Comte Gilbert de Voisins, pair de France, etc. mort à Paris, le 20 avril 1843 - 1 vol. (80 p.) - Édition : (Paris) : impr. de Dondey-Dupré , (1843)

- Observations sur la loi du 22 mars 1831 relative à la garde nationale, par Louis Langlois, etc. - In-8° , 56 p. - Édition : Paris : au bureau du Capitaine-rapporteur, journal des conseils de discipline : Fanjat aîné : et chez Delaunay , 1836

- Assemblée nationale. Proposition relative à la création d'une Banque nationale hypothécaire sans cours forcé, présentée, le 11 octobre 1848, par le citoyen Langlois (de l'Eure), etc. - In-8 °, 31 p. - Note : Assemblée nationale constituante, 1848-1849. Impressions. Tome VI. No 524

- Assemblée nationale. Proposition relative à la réforme et à la réorganisation du régime hypothécaire, présentée le 9 février 1849, par le citoyen Langlois (de l'Eure), etc. - In-8 °, 87 p. - Note : Assemblée Constituante. 1848-1849. Impressions. Tome IX. No 866

- Dossiers biographiques Boutillier du Retail (1882-1943). Documentation sur Pierre-Paul-Alexandre Gilbert de Voisins - 3 pièces - Note : Comprend notamment : "Comte Gilbert de Voisins" / Emile Monnet (extrait de "Archives politiques des Deux-Sèvres", tome II, Niort : L. Clouzot, 1889) : 4-LK4-2011 (2). - Impr. de Dondey-Dupré , 1843-1889

- Société libre d'agriculture, sciences, arts et belles-lettres de l'Eure. Lettre sur le crédit agricole, par M. Langlois, etc. - In-18, 35 p. -Note : Extrait du "Journal d'agriculture pratique", août 1845 - Édition : Paris : Dusacq , 1846

- Usines anciennes : propriété, utilité publique, indemnité d'expropriation, compétence, mémoire de Me Langlois, etc. et consultation de Me de Vatimesnil, etc. pour MM. Dumont, Deshayes, Duvivier et Couturier, propriétaires, meuniers à Vernon (Eure), contre l'État... Octobre 1850 - In-4° , 91 p. - Édition : Vernon : Barbarot , (s. d.)

## Sources
- « Langlois, Jean-Louis », dans Adolphe Robert et Gaston Cougny, Dictionnaire des parlementaires français, Edgar Bourloton, 1889-1891 [détail de l’édition] [texte sur Sycomore] - les lieu et date de décès étant fausses